# David Downton
Pour les articles homonymes, voir Downton.
David Downton est un illustrateur de mode et portraitiste britannique né en 1959 dans le Kent.

## Biographie
David Downton nait dans le Kent en 1959. Enfant, il dessine déjà, reproduisant des affiches de cinéma, inspiré par le travail de Bob Peak. Il est formé au Wolverhampton Art College.
Il commence sa carrière professionnelle comme illustrateur, travaillant pour l'édition dans des sujets variés ; la mode fait partie de ses commandes parmi d'autres, sans prédominance. En 1996, envoyé à Paris comme illustrateur pour un supplément du Financial Time, il découvre la haute couture comme une révélation, par l'entremise d'une présentation Valentino et un défilé Versace : un « moment vraiment décisif » souligne Tony Glenville. Deux ans plus tard, il devient portraitiste.
David Downton fait la couverture de Telegraph Magazine en 2004 et du Australian Vogue en 2009 avec Cate Blanchett. En 2007, il publie le premier numéro d'une revue consacrée à l'illustration, intitulée Pourquoi Pas ?, puis le second l'année suivante pour lequel il réalise des dessins de Dita von Teese.
David Downton est reconnu comme un illustrateur majeur des années 2000. Il utilise différentes techniques propres à l'illustration telles que le crayon ou le stylo-feutre, les encres colorées ou la gouache, mais également les découpages ou collages ; l'aquarelle et la gouache restant le plus souvent réservées aux petits formats. Ses dessins épurés sont faits de nombreux essais préalables, dans lesquels il finit par supprimer des éléments pour obtenir un résultat paraissant simpliste,.
Il travaille comme portraitiste, ou pour la publicité, ou encore pour les publications d'ouvrages et de presse, dont les magazines de mode. Ces sujets ou clients comptent parmi les grands noms de la mode comme Dior, Valentino Couture -par ailleurs il réalisera un portrait du fondateur Valentino Garavani-, Saint Laurent, Gaultier, Lacroix,, Chanel, ou le magazine Vogue dans différentes éditions internationales. Il réalise de nombreux portraits comme celui d'Anna Piaggi.
Il vit et dessine dans le Sussex de l'Est, comté de l'Angleterre.